# Стахановский завод ферросплавов
Стахановский завод ферросплавов (укр. Стахановський завод феросплавів) — промышленное предприятие в городе Стаханов/Кадиевка.

## История
Решение о начале строительства было принято в 1952 году. Завод строился с 1959 по 1962 год в степи на окраине Кадиевки.
В строительстве завода участвовали свыше 500 предприятий и организаций СССР (в том числе, 17 предприятий Луганской области).
В марте 1962 года на сушку поставили первую печь, 10 апреля 1962 года была проведена первая плавка ферросплавов, к началу августа 1962 года на заводе работали две электропечи, производившие электроферросилиций. На проектную мощность завод вышел в ноябре 1962 года, когда в эксплуатацию были введены печи № 7 и № 8.
В целом, в советское время завод входил в число крупнейших предприятий города.
После провозглашения независимости Украины государственное предприятие было преобразовано в открытое акционерное общество. В августе 1997 года завод был включён в перечень предприятий, имеющих стратегическое значение для экономики и безопасности Украины.
С весны 2014 года завод контролируется самопровозглашённой Луганской Народной Республикой. В ходе войны в Донбассе завод был разрушен и остановился.
В 2018 году завод перешел под «внешнее управление» юго-осетинской компании ЗАО «ВНЕШТОРГСЕРВИС» и получил название филиал № 13 «Стахановский завод ферросплавов» ЗАО «Внешторгсервис»[уточнить].

## Современное состояние
У завода восемь ферросплавных печей, производительностью около 2 тысяч тонн в месяц каждая. Основная продукция: ферросилиций, ферромарганец и ферросиликомарганец. Большая часть производимой предприятием продукции (около 75 %) экспортируется.
Завод является специализированным предприятием по производству ферросилиция марок ФС20, ФС25, ФС45, ФС65, ФС75, ФС90, ферромарганца марки ФМн78, электродной массы марки «Б» и улучшенного качества марки «А», ферросиликомарганца марок МнС17РБ, МнС17Р45, а также модификаторов и лигатуры на его основе.

## Руководство
- Управляющий филиалом № 13 «Стахановский завод ферросплавов» — Тарабан Игорь Владимирович
- Первый заместитель управляющего филиалом № 13 «Стахановский завод ферросплавов» — Гордиенко Владимир Петрович